# Bonnet (Denemarken)
Bonnet is een plaats in de Deense regio Midden-Jutland, gemeente Lemvig, en telt 233 inwoners (2008).